# Rainer J. Schröder
Rainer Johannes Schröder (* 18. Februar 1964 in Beckum; † 13. Dezember 2024) war ein deutscher Jurist und Hochschullehrer.

## Leben
Von 1984 bis 1990 studierte er Rechtswissenschaften an der Universität Münster (1990 erste juristische Staatsprüfung, Justizprüfungsamt bei dem OLG Hamm). Nach der zweite juristischen Staatsprüfung 1998 (Landesjustizprüfungsamt in Nordrhein-Westfalen) war er von 1998 bis 2000 Rechtsanwalt mit Zulassung zunächst bei dem Amtsgericht Hamm  und dem Landgericht Dortmund, dann bei dem Landgericht Berlin. Nach der mündlichen Doktorprüfung 1998 an der Juristischen Fakultät der Universität Münster war ab 2000 wissenschaftlicher Assistent am Lehrstuhl für Öffentliches Recht unter besonderer Berücksichtigung von Umwelt-  und Technikrecht (Martin Schulte, Juristische Fakultät, TU Dresden). Nach der Habilitation 2006 (Lehrbefähigung für Öffentliches Recht und Rechtstheorie) durch die Juristische Fakultät der TU Dresden und Lehrstuhlvertretungen an den Universitäten Dresden, München (LMU), Bonn und Siegen war er von 2014 bis zu seinem Tod Universitätsprofessor für  Öffentliches Wirtschaftsrecht, Technik- und Umweltrecht an der Fakultät III der Universität Siegen.

## Schriften (Auswahl)
- Rechtsfrage und Tatfrage in der normativistischen Institutionentheorie Ota Weinbergers. Kritik eines institutionalistischen Rechtspositivismus. Berlin 2000, ISBN 3-428-09850-1.
- Verwaltungsrechtsdogmatik im Wandel. Tübingen 2007, ISBN 978-3-16-149329-4.
- mit Stefan Storr: Allgemeines Verwaltungsrecht. Stuttgart 2021, ISBN 3-17-032611-2.